# Onîșcenkî, Reșetîlivka
Onîșcenkî (în ucraineană Онищенки) este un sat în comuna Șîlivka din raionul Reșetîlivka, regiunea Poltava, Ucraina.

## Demografie
Componența lingvistică a localității Onîșcenkî
     Ucraineană (97,99%)
     Rusă (1,2%)
     Alte limbi (0,4%)
Conform recensământului din 2001, majoritatea populației localității Onîșcenkî era vorbitoare de ucraineană (97,99%), existând în minoritate și vorbitori de rusă (1,2%).